# Mondilio Orsini
Mondilio Orsini (Solofra, 22 luglio 1690 – Capua, 1º febbraio 1751) è stato un patriarca cattolico italiano.

## Biografia
Nipote di papa Benedetto XIII, la famiglia d'origine era molto rinomata. Il suo nome di battesimo Mondilio deriva da Remondello, già diminutivo di Raimondo.
Il 26 giugno 1724 fu nominato arcivescovo titolare di Corinto. Il 21 marzo 1728 fu trasferito dai vescovati di Melfi e Rapolla all'arcivescovato di Capua, facendo il suo ingresso il 18 aprile dello stesso anno. Prima di tale nomina, l'arcivescovo già compare nella storia della metropolia campana: legato del papa Benedetto XIII, suo zio, fu protagonista della seconda consacrazione della cattedrale, fatta restaurare per volontà del capitolo. Come arcivescovo di Capua riorganizzò il Seminarium Campanum. Nominò Francesco Granata suo vicario generale. Si dedicò, inoltre, alla catechesi dei fanciulli capuani senzatetto. Molto attento alla liturgia, lasciò un fitto arredo alla cattedrale di Capua.
Il 19 dicembre 1743 rinunciò al vescovato di Capua.

## Genealogia episcopale
La genealogia episcopale è:
- Cardinale Scipione Rebiba
- Cardinale Giulio Antonio Santori
- Cardinale Girolamo Bernerio, O.P.
- Arcivescovo Galeazzo Sanvitale
- Cardinale Ludovico Ludovisi
- Cardinale Luigi Caetani
- Cardinale Ulderico Carpegna
- Cardinale Paluzzo Paluzzi Altieri degli Albertoni
- Papa Benedetto XIII
- Patriarca Mondilio Orsini, C.O.